# Dianthus artignanii
Dianthus artignanii là loài thực vật có hoa thuộc họ Cẩm chướng. Loài này được Sennen mô tả khoa học đầu tiên năm 1926.